# فرانكلين شاكون
فرانكلين شاكون (بالإسبانية: Franklin Chacón)‏ (18 يونيو 1985 بكوستاريكا - ) هو لاعب كرة قدم كوستاريكي في مركز الوسط. شارك مع منتخب كوستاريكا تحت 20 سنة لكرة القدم. أما مع النوادي، فقد لعب مع C.S. Uruguay de Coronado ‏ وSeattle Sounders (1994–2008) ‏ وA.D. Carmelita ‏ وA.D. Santacruceña ‏ ونادي هيريديانو ونادي بونتاريناس.

## وصلات خارجية
- فرانكلين شاكون على موقع قاعدة بيانات كرة القدم.إي يو (الإنجليزية)